# 沈以曦
沈以曦（?—?），字仲朗，湖廣岳州府臨湘縣人。

## 生平
崇禎十三年（1640年）庚辰科進士，清朝順治初授蘇州府推官，降謫，起補博興縣知縣。性行篤實，引疾家居。恤窮急病，唯恐後。數捐貲爲友娶妻，爲鄰偿债。康熙二十八年入祀鄉賢。